# Melanichneumon hiugensis
Melanichneumon hiugensis är en stekelart som beskrevs av Tohru Uchida 1956. Melanichneumon hiugensis ingår i släktet Melanichneumon och familjen brokparasitsteklar. Inga underarter finns listade i Catalogue of Life.